# チャールズ・オークリー
チャールズ・オークリー（Charles Oakley, 1963年12月18日 - ）はオハイオ州クリーブランド出身のバスケットボール選手。NBAで1985年から2004年まで19シーズンプレーした。身長206cm。ポジションはパワーフォワード。バージニア・ユニオン大学出身。愛称は「Oak」（カシの木）。

## 経歴
1985年のNBAドラフト全体9位で地元のクリーブランド・キャバリアーズに指名されるも早々に交渉権がシカゴ・ブルズへトレードされる。マイケル・ジョーダンのいたブルズではルーキーイヤーから守備、リバウンドでチームに大きく貢献。85-86年シーズンはオールルーキーチーム選出、86-87、87-88シーズンではリバウンド獲得総数でリーグトップと活躍した。
1988年、ブルズはドラフトでスコッティ・ピッペンとパワーフォワードのホーレス・グラントを獲得。更に、確固としたセンターが必要と感じたフロントの意向により、7フィートのビッグマンビル・カートライトとのトレードでニューヨーク・ニックスに移籍した。もっとも当時のGMジェリー・クラウスは、オークリーを手放したくはなかったらしく、トレード成立後の記者会見では涙ながらに会見に挑んだという。以降ニックスで10シーズンを過ごすこととなる。ニックスではパトリック・ユーイングと共同キャプテンを務め、プレーでもインサイドでユーイングの負担を減らした。そのハードワークはニューヨークのファンの心を掴み、オークリーは「ニックスのハート＆ソウル」といわれる様になる。また、チームメートの信頼も厚く、ユーイングは「彼（オークリー）がチームを出たら、自分もニューヨークを去る」と公言していたほどである。バッド・ボーイズ2（デトロイトのバッドボーイズの再来）とも呼ばれ恐れられていた90年代のニックスの要として、プレイオフで黄金期のブルズを苦しめ、1994年にはNBAファイナルにも進出している。
1998年、ニックスのチームの若返りが図られてオークリーは1998年のNBAドラフトが開催された日にトロント・ラプターズへマーカス・キャンビーとのトレードで移籍した。加えてラトレル・スプリーウェルとジョン・スタークスの交換トレードも行われたため、ニューヨークでは大きな論争となった。実際当時のヘッドコーチだったジェフ・ヴァン・ガンディは、人望が厚く、地元ニューヨークの人気者だったオークリーの放出に、最後まで反対していたという。当のオークリーはヴィンス・カーター、トレイシー・マグレディという若きスター選手がいるラプターズで、頼れるベテランとして貢献。その後はブルズ、ジョーダンのいるワシントン・ウィザーズ、ユーイングがアシスタント・コーチを務めていたヒューストン・ロケッツと渡り歩き、2003-04シーズンを最後に引退した。
現役引退後、シャーロット・ボブキャッツのアシスタントコーチを務めていたが、2010年ラスベガスで暴行を受けた際の背中の怪我を理由として、2010-11シーズンを最後に退団することを表明した。

## キャリア・ハイライト
- オールルーキーチーム選出（86年）
- シーズン最多トータルリバウンド（86-87、87-88シーズン）
- オールスター戦出場（94年）
- オールディフェンシブ1stチーム選出（94年）
- オールディフェンシブ2ndチーム選出（98年）
- 1988年4月22日のクリーブランド戦で1試合35リバウンドを記録。以降NBAでこれを上回る数字は記録されていない。

## 人物
- チームの地味な役割、汚れ役を一手に引き受けるブルーワーカーの代表的な選手。その献身的なプレーは数字に表れないながらも評価が高かった。一方でダーティなプレーも辞さないスタイルから、相手選手の間ではビル・レインビアに次いで嫌われてもいた。キャリア後期はミドルレンジのジャンプシュートが上達し、ハイポストでプレイする機会が多くなった。

- 2001年3月、「NBA選手の6割がマリファナをヤっている」という発言が騒ぎになったことがある[3]。

- パット・ライリーがニックスのヘッド・コーチを辞任してマイアミ・ヒートのヘッド・コーチに就任してから再会した時、ライリーをシカトした。

- 選手時代からラジオのDJを務めており、いわゆる冠番組を持っている。

- ニューヨークのカーウォッシュ・チェーン「Oakley's Car Wash」のオーナーで、故郷クリーブランドにもカーウォッシュ・チェーンを所有している。

- マイケル・ジョーダンとは仲が良く、ジョーダンがアイザイア・トーマスたちによってNBAオールスターゲームで仲間外れにされた際に、トーマスらを公然と批判した。